# نظرآباد (بابک)
نظرآباد (به لاتین: Nəzərabad، به ارمنی: واساکاکرت Վասակակերտ) یک منطقه مسکونی در جمهوری آذربایجان است که در شهرستان بابک واقع شده است. نظرآباد ۱۰۶۴ نفر جمعیت دارد.